# 溫莎 (密蘇里州)
溫莎（英語：Windsor）是位於美國密蘇里州亨利縣及佩蒂斯縣的城市。

## 人口
根據2020年美國人口普查的數據，溫莎的面積為6.35平方千米，當中陸地面積為6.26平方千米，而水域面積為0.08平方千米。當地共有人口2775人，而人口密度為每平方千米437人。